# Armando de Almeida
Armando de Almeida ou simplesmente Galo (Rio de Janeiro, 2 de julho de 1893 — Rio de Janeiro, 6 de fevereiro de 1978), foi um futebolista brasileiro que atuou como lateral-esquerdo.

## Carreira
Atuou pelos clubes do Fluminense e Flamengo, onde se tornou o quatro vezes campeão carioca. Ele jogou pela seleção brasileira em três campeonatos da Sul-Americanos 1916, 1917 e 1919 vencendo o torneio. Após o final de sua carreira como jogador de futebol, ele trabalhou como árbitro em partidas da Liga Carioca. Pela Seleção Brasileira, fez sete partidas e não marcou gol.
Em entrevista para a o Jornal Correio da Manhã (RJ) em 1969, o atleta recordou como foi o 1º Flamengo x Botafogo da história do futebol. Galo com 75 anos de idade, se aposentou em 1919 pelo Flamengo, comentou que sempre acompanhava o clube rubro-negro e disse que o futebol de antigamente tinha mais cérebro que músculo, pois a grande maioria dos jogadores era formados em cursos superiores.

## Morte
Morreu em 6 de fevereiro de 1978, de causas desconhecidas.

## Títulos
Fluminense
- Campeonato Carioca: 1909, 1911

Flamengo
- Campeonato Carioca: 1914, 1915

Seleção Brasileira
- Campeonato Sul-Americano de Futebol: 1919